# 帕維列茨站 (莫斯科地鐵環狀線)
帕維列茨站（羅馬化：Paveletskaya）是莫斯科地鐵的一個車站，開通於1950年1月1日。帕維列茨站是環狀線的車站，車站的設計者是Nikolai Kolli和I. Kasetl，是一座典型的史達林式建築風格的地鐵車站。